# 2006년 대서양 횡단 항공편 테러 음모 사건

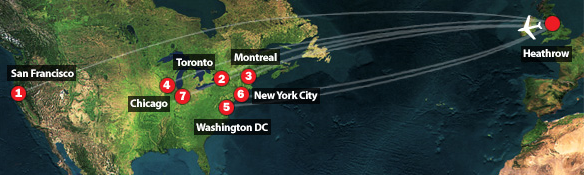
테러의 표적이 되었던 7개 대서양 횡단 항공편의 목록.

2006년 대서양 횡단 항공편 테러 음모 사건은 청량음료로 위장한 액체 폭발물을 영국에서 미국이나 캐나다로 가는 여객기 기내에 싣고 들어가 폭발물을 터뜨리러는 테러 음모 사건이었다. 본 테러 음모는 영국 광역경찰청의 광범위한 첩보 작전으로 발각되었다. 테러 음모 발각 이후 전례 없는 수준의 보안 조치가 공항에 처음 시작되었다. 항공기 기내에서 액체류와 젤류 반입이 전면 금지되었고, 보안 검색도 강화되어 2-3시간 전에 공항에 나올 것을 권고했다. 이후 몇 주가 지나면서 보안 검색은 점차 완화되었지만 2023년 기준으로도 영국을 포함한 대부분의 국가에서 여객기 탑승 승객은 기내 수화물로 100 ml 이상의 액체나 젤류를 반입할 수 없다.
2006년 8월 9일 밤 런던에서 체포된 24명의 용의자 중 8명이 테러 음모와 관련된 테러미수죄로 재판을 받았다. 첫 재판은 2008년 4월부터 9월까지 열렸다. 배심원단은 항공기 폭파를 통한 살인공모혐의에 대해 평결을 내리진 못했지만, 재판 결과 살인공모혐의에 대해 3명에게 유죄를, 1명에게 무죄를 판결했다. 2009년 9월 항소심에서는 항공기 폭파를 통해 살인을 공모한 혐의로 3명이 유죄를, 살인 공모 혐의로 1명이 유죄를 받았으며 '추가로 공소된 사람'들은 테러 혐의에 무죄 판결을 받았다.
2010년 7월 울워치 형사법원에서 열린 3차 공판에서 살인 공모 혐의로 추가 기소된 3명이 유죄 판결을 받으면서 재판을 받은 9명 중 2명이 무죄로, 7명이 유죄로 판결받았다.

## 테러 계획
테러리스트들은 과산화물 기반의 액체 폭발물을 사용해 여객기를 폭파할 계획이었다. 영국 경찰은 열, 충격, 마찰에 민감하고 불을 붙이거나 정전기로 폭발시킬 수 있으며 즉석기폭장치로 만들 수도 있는 화학물질인 아세톤 퍼옥사이드(TATP)를 사용해 여객기를 폭파할 계획이었다고 밝혔다.

### 테러 대상 여객기
법원 심리에 출석한 검찰은 용의자들이 18명의 자살 폭파 테러범에 대해 이야기했으며 아래의 항공편과 함께 가능한 비행 목적지로 덴버, 보스턴, 마이애미를 조사했으며 자세한 계획 내용을 USB 플래시 드라이브에 넣었다고 발표했다.
테러 대상이었던 모든 항공편은 런던 히드로 공항에서 이륙했다.
- 14:15에 이륙하는 미국 샌프란시스코 국제공항행 유나이티드 항공 931편 보잉 777 여객기
- 15:00에 이륙하는 캐나다 토론토 피어슨 국제공항행 에어 캐나다 849편 에어버스 A330 여객기
- 15:15에 이륙하는 캐나다 몬트리올 피에르 엘리오트 트뤼도 국제공항행 에어 캐나다 865편 에어버스 A330 여객기
- 15:40에 이륙하는 미국 오헤어 국제공항행 유나이티드 항공 959편 보잉 777 여객기
- 16:20에 이륙하는 미국 워싱턴 덜레스 국제공항행 유나이티드 항공 925편 보잉 777 여객기
- 16:35에 이륙하는 미국 존 F. 케네디 국제공항행 아메리칸 항공 131편 보잉 777 여객기
- 16:50에 이륙하는 미국 오헤어 국제공항행 아메리칸 항공 91편 보잉 777 여객기

## 항공 보안의 여파
테러미수범의 체포 직후 미국-영국 간 항공편에서 유아용 우유를 제외한 모든 액체의 기내 반입이 금지되었다. 일부 미국 공항에서는 승객이 보안 검색대 통과 후 음료를 구매할 수 있었기 때문에 이런 공항에는 비행기 탑승 직전 별도의 검색대가 추가되었다. 2007년 3월부터 대한민국을 포함한 전 세계 모든 항공노선에서 특수한 경우를 제외한 액체류의 기내 반입 금지 조치가 확대되었다.

## 같이 보기
- 9.11 테러
- 공항의 보안

### 영국 언론
- 'Airlines terror plot' disrupted (BBC News)
- Mass murder in the skies: was the plot feasible? (The Register)

### 기타 국제 언론
- British police thwart alleged major terrorist plot (USA Today)
- 24 questioned after prevention of terror plot (RTÉ News and Current Affairs)
- Britain says it foils 'mass murder' plane bomb plot 보관됨 21 8월 2019 - 웨이백 머신 (Reuters)